# Tampereen Pyrintö
Il Tampereen Pyrintö è una squadra professionistica di pallacanestro della città di Tampere, Finlandia, che gioca nella Korisliiga.

## Palmarès
- Campionato finlandese: 3

2009-10, 2010-11, 2013-14
- Coppa di Finlandia: 2

1969, 2013

## Cestisti
- Brian Clifford 2003-2004